# نيسان كوسينتيني
نيسان كوسينتيني مواليد 1976 في صفاقس أو تونس هي فنانة تشكيلية تونسية.

## سيرة شخصية
تخرجت من المعهد العالي للفنون الجميلة في تونس وجامعة مارك بلوش في ستراسبورغ، كما تدربت في Fresnoy في Tourcoing and Gobelins في باريس.
تعمل وتقيم في الجزائر (إقامة فنية في الجزائر) وشاركت في 2014 في البينالي الثقافي DJART في الجزائر.
وهي أستاذة مساعدة في السينما التجريبية بجامعة تونس.

## المعارض الرئيسية

### المعارض الشخصية
نظمت نيسان كوسينتيني عدة معارض شخصية:
- ما أعطتني المياه، غاليري عمار فرحات، تونس (2009)
- لقد أساءوا إليها بالقول، La Boîte-Espace dʼart contemporain، تونس (2010)
- بوجمل، غاليري سلمى فرياني، لندن (2011)
- الظهور، غاليريا سابرينا عمراني، مدريد (2012)
- إعادة النظر في رحلة الفراشة أو أسطورة إيكاروس، صالة سلمى الفرياني، سيدي بو سعيد (2014)
- حكايات في 5 محطات، غاليري الحامة، الجزائر العاصمة (2014)
- هارب، البيت العربي، قرطبة (2016)

## فهرس
- Michèle Cohen Hadria (2013). Trois artistes tunisiennes (بالفرنسية). KT Press. p. 77. ISBN:978-0-9536541-9-2. Archived from the original on 2021-03-31..
- Hossein Amirsadeghi; Salwa Mikdadi; Nada Shabout (2009). New vision (بالإنجليزية). Thames & Hudson. p. 288. ISBN:978-0-500-97698-2..